# هلسينغ
هلسينغ (باليابانية: ヘルシング) هي سلسلة مانغا يابانية من تأليف ورسم كوتا هيرانو، نشرت في عام 1997 حتى 30 سبتمبر عام 2008،  في مجلة Young King OURs، وجمعت في 10 مجلدات تانكوبون، اقتبس إلى مسلسل أنمي تلفزيوني من قبل استديو جونزو، عرض في عام 2001 حتى عام 2002، وتكون من 13 حلقة. ثم أقتبست المانغا إلى سلسلة أوفا من 10 حلقات، عرضت في عام 2006 حتى عام 2012.

## القصة
تحكي القصة عن منظمة بريطانية سرية تابعة للكنيسة البروستاندية تدعي هلسينغ، مهمتها البحث عن مصاصي الدماء والموتى الأحياء وقوى الشر الخارقة الأخرى التي تهدد الملكة والبلاد. يرأس هذه المنظمة السير إنتيكرا فيربروك وينكيتس هلسينغ، التي ورثت قيادة هيلسينغ عندما كانت طفلة بعد وفاة والدها. وهي محمية من قبل خادم عائلة هيلسينغ المخلص والتر سي دورنيز، وآكارد، مصاص الدماء القوي، الذي أقسم الولاء لعائلة هيلسينغ بعد هزيمته على يد فان هيلسينغ قبل مائة عام. ينضم إلى هؤلاء في وقت مبكر من القصة ضابطة الشرطة السابقة سيراس فيكتوريا، التي حولها آكارد إلى مصاصة دماء.
مع تصاعد حجم وتواتر الحوادث التي تنطوي على الموتى الأحياء في بريطانيا وفي جميع أنحاء العالم، يكتشف السير إنتيكرا أن بقايا مجموعة نازية تسمى الألفية لا تزال موجودة وتعتزم إحياء ألمانيا النازية من خلال إنشاء كتيبة من مصاصي الدماء. تصطدم الألفية وهيلسينغ والقسم الثالث عشر في الفاتيكان في حرب مروعة ثلاثية الأطراف في لندن، وتكشف الألفية عن هدفها الحقيقي: تدمير سيد مصاص الدماء آكارد، وإنهاء العداء الذي بدأ خلال الحرب العالمية الثانية.

## الشخصيات
- آكارد

مصاص دماء يبلغ من العمر 577 عاما كان محبوسا في قبو تحت منظمة هلسينغ وبعد وفاة رئيس المنظمة تم إيقاظ آكارد مجددا عن طريق الرئيس الحالي إنتيكرا لمساعدة المنظمة ومحو مصاصي الدماء.
- إنتيكرا فيربروك وينكيتس هلسينغ

الرئيس الحالي لمنظمة هلسينغ والتي قامت بإيقاظ آكارد من سباته ويقتضي عملها بمحو مصاصي الدماء وتطهير إنكلترا منهم.
- فكتوريا سيراس

شرطية تبلغ من العمر 19 عاما، كادت ان تفقد حياتها بعد تحول أفراد فرقتها إلي غيلان لولا تدخل آكارد وتحويلها لمصاص دماء، تعمل في منظمة هلسينغ وهي تابعة لآكارد.
- والتر

خادم يعمل لدى إنتيكرا يقوم بخدمتها ومساعدة آكارد بصنع الأسلحة الفتاكة للقضاء علي مصاصي الدماء وله طريقته الخاصة في القتال، يلقبه آكارد بـ"شينيغامي".
- ألكسندر أندرسون

قسيس يبلغ من العمر 60 عاما، مهمته هي القضاء علي مصاصي الدماء ومن يقف معهم، العدو اللدود لآكارد ومنظمة هلسينغ وتحدث الكثير من التصادمات بينه وآكارد يعتبر نفسه «رسول الرب» الذي تم إرساله لتطهير الآثام.

## وصلات خارجية
هلسينغ على موقع ANN manga (الإنجليزية)

- هلسينغ على قاعدة بيانات الانمي العربية (بالعربية)